# Ephebopus murinus
Ephebopus murinus is een spinnensoort, die behoort tot de vogelspinnen (Theraphosidae). Deze bodembewonende soort is endemisch in Brazilië en komt verder voor in Frans-Guyana en Suriname.
De spin wordt ongeveer 5 tot 6 centimeter lang (poten niet inbegrepen). Het achterlijf, de onderkant van de cheliceren, de onderzijde en de dijbenen zijn zwart tot inktblauw gekleurd. De ringvormige strepen op de poten zijn felwit. De carapax en de strepen op de poten dragen een gouden schijn. Ze groeien over het algemeen zeer snel. Het is een zeer defensieve tot agressieve soort, die snel en onverwacht kan aanvallen.